# Антимово (Силистренская область)
Антимово (болг. Антимово) — село в Болгарии. Находится в Силистренской области, входит в общину Тутракан. Население составляет 61 человек.

## Политическая ситуация
Антимово подчиняется непосредственно общине и не имеет своего кмета.
Кмет (мэр) общины Тутракан — Георги Димитров Георгиев (Болгарская социалистическая партия (БСП)) по результатам выборов.